# Чистоусов Анатолій Іванович
Анатолій Іванович Чистоусов (27 серпня 1953, Кіров — 14 лютого 1996, село Старий Ачхой, Чеченська Республіка) — священик Російської Православної церкви в 1994-1996 роках, настоятель Михаїло-Архангельського храму міста Грозного і благочинний православних церков Чеченської Республіки в 1995-1996 роках; майор запасу ЗС РФ. 29 січня 1996 року був викрадений ічкерійськими бойовиками і відправлений до табору для військовополонених у Старому ачхої, де був розстріляний 14 лютого 1996 року за не з'ясованих до кінця обставин.
Будучи настоятелем храму в Грозному, продовжував вести богослужіння, незважаючи на обстріли і погрози з боку сепаратистів. Брав участь у процесі звільнення російських військовополонених.
1. 1 2  Носков, Виталий. Неужели вам не страшно убивать священника... Русская народная линия (рос.). Процитовано 16 липня 2025.